# Конституційний Договір між Верховною Радою України та Президентом України від 8 червня 1995 року
Конституці́йний догові́р між Верховною Радою України та Президентом України про основні засади організації та функціонування державної влади і місцевого самоврядування в Україні на період до прийняття нової Конституції України — політико-правова угода між Верховною Радою України та Президентом України, прийнята в умовах загострення конституційної кризи 8 червня 1995 року. Конституційний договір утратив чинність з прийняттям Конституції України 28 червня 1996 року.

## Історичні умови
Помітною рисою суспільного життя незалежної України було політичне протистояння Президента Леоніда Кучми та Верховної Ради в особі її Голови Олександра Мороза. Президент прагнув створити сильну виконавчу владу, здатну ефективно працювати в умовах наростаючої економічної кризи. Верховна Рада, лякаючи загрозою диктатури, фактично прагнула зберегти свої повноваження, в тому числі і право втручатися у вирішення конкретних економічних питань, безпосередньо керувати територіями. Вказане протистояння серйозно ускладнювало вирішення першочергових проблем життя держави.
18 травня 1995 року Верховна Рада України більшістю голосів народних депутатів прийняла Закон «Про державну владу і місцеве самоврядування в Україні», однак проєкт Закону України «Про застосування Закону України „Про державну владу і місцеве самоврядування в Україні“ та зміни Конституції (Основного Закону) України у зв'язку з його прийняттям» не набрав необхідної кваліфікованої більшості (2/3) голосів.
У відповідь на це Президент зробив свій крок, оголосивши 31 травня 1995 р. Указ про проведення опитування громадської думки з питань довіри громадян України Президенту і Верховній Раді. Громадянам пропонувалося відповісти на питання, довіряють вони парламенту чи главі держави, при чому варіантів «довіряю обом» чи «не довіряю нікому» не передбачалося.
У відповідь на це Верховна Рада наклала на даний Указ вето та запропонувала Президенту до 8 червня 1995 р. подати на розгляд кандидатури до складу Кабінету Міністрів.
Такий сценарій подій затягував на тривалий час вирішення життєво важливих для України конституційних питань. За цих умов Л. Кучма взяв ініціативу у свої руки.
2 червня Президент підтвердив рішення провести опитування. В цей же день відбулась його зустріч із лідерами восьми фракцій, які підтримали ідею підписання Конституційної угоди Президента та Верховної Ради. Автором її концепції виступив депутат Верховної Ради, заступник голови партії «Народний рух України» Олександр Лавринович.
Проведення опитування створювало потенційну загрозу розпуску Верховної Ради, рейтинг якої, за даними соціологічних опитувань, на цей час був досить низьким. Водночас це посилювало політичну напругу і опосередковано впливало на економіку, все суспільне життя.
За таких умов Президент України та Голова Верховної Ради «виявили політичну мудрість» та, відмовившись від протистояння, підписали 8 червня 1995 р. Конституційний договір.

## Зміст та основні положення Конституційного Договору
Договір де-факто був тимчасовою Конституцією, що складалася з преамбули, восьми розділів і 61 статті:
Преамбула
І. (текст Закону «Про державну владу і місцеве самоврядування в Україні», схваленого 18 травня 1995 року, але не введеного в дію):
Розділ І. Загальні положення
Розділ II. Верховна Рада України
Розділ III. Президент України
Розділ IV. Уряд України — Кабінет Міністрів України
Розділ V. Суди України
Розділ VI. Прокуратура України
Розділ VII. Місцеві органи державної виконавчої влади та місцеве самоврядування в Україні
Розділ VIII. Заключні положення
II. (перехідні положення)
III. (перехідні положення)
IV. (перехідні положення)
*** (запевнення Сторін)
*** (порядок набрання чинності).

### Найважливіші цитати з документу
|  | Верховна Рада України як єдиний законодавчий орган - з одного боку, та Президент України як глава держави і глава виконавчої влади - з другого боку, тобто Сторони, що є суб'єктами конституційного права, які одержали свої повноваження безпосередньо від народу, виходячи з того, що відсутність нової демократичної Конституції України є гальмівним чинником на шляху здійснення економічних, а також політичних і державно-правових реформ [...] на основі доброї волі Сторін, взаємних поступок та компромісу дійшли згоди про таке [...] |

|  | Україна є демократичною, соціальною, правовою державою, яка утворена на основі здійснення українським народом свого суверенного права на самовизначення, виражає волю народу і захищає інтереси своїх громадян. |

|  | Власність в Україні є загальнодержавною, комунальною, колективною і приватною. |

|  | Верховна Рада України є єдиним органом законодавчої влади України, до складу якого входять 450 народних депутатів, обраних на чотири роки на основі загального, рівного і прямого виборчого права при таємному голосуванні. |

|  | Президент України є главою держави і главою державної виконавчої влади України. |

|  | Визнати за необхідне створення належних умов для прискорення та успішного завершення конституційного процесу в Україні з тим, щоб прийняти нову Конституцію України в строк не пізніше одного року з дня підписання цього Конституційного Договору. |

|  | До прийняття нової Конституції Сторони не виноситимуть на всеукраїнський референдум, консультативний референдум та опитування громадської думки інших питань, крім прийняття нової Конституції України, текст якої буде узгоджений Сторонами. |

|  | Сторони усвідомлюють, що невиконання положень цього Конституційного Договору призведе до хаосу в суспільному житті, розвалу економіки, виникнення загрози громадського конфлікту і поставить під сумнів саме існування суверенної демократичної України. |

## Результати прийняття Конституційного Договору
Фактично, Договір виконав роль альтернативної форми внесення змін до Конституції України, своєрідного механізму імплементації Закону України «Про державну владу і місцеве самоврядування в Україні».
Укладення Договору стало важливим компромісом. Він мав діяти до прийняття нової Конституції України з метою подальшого забезпечення розвитку і успішного завершення конституційного процесу в Україні.
Конституційний договір значно зміцнив владу Президента. Ключовий момент — очільники областей не обиралися, а призначалися главою держави, що дало Л. Кучмі контроль над регіонами — найважливіший інструмент управління країною.
Втілення в життя положень Конституційного договору створило належну правову базу для діяльності органів виконавчої влади, президентської адміністрації. Значно розширилося коло їхніх повноважень та вплив на економічні й суспільні процеси. Президент України визнавався главою держави і главою виконавчої влади. Він особисто призначав склад Кабінету Міністрів та прем'єр-міністра. Вже 8 червня 1995 р. на посаду прем'єр-міністра України було висунуто Є. Марчука, який тривалий час працював в органах державної безпеки, а з жовтня 1994 р. виконував обов'язки віце-прем'єра.

## Офіційні документи, що ілюструють перебіг конституційної кризи 1995 року
1. Про проект конституційного Закону України про державну владу і місцеве самоврядування в Україні: Верховна Рада України; Постанова від 28.12.1994 № 332/94-ВР
2. Про проект Закону України про державну владу і місцеве самоврядування в Україні: Верховна Рада України; Постанова від 19.04.1995 № 143/95-ВР [Архівовано 23 січня 2017 у Wayback Machine.]
3. Про проведення опитування громадської думки з питань довіри громадян України Президентові України та Верховній Раді України: Президент України; Указ від 31.05.1995 № 413/95 [Архівовано 26 серпня 2016 у Wayback Machine.]
4. Про невідповідність Указу Президента України від 31 травня 1995 року N 413/95 «Про проведення опитування громадської думки з питань довіри громадян України Президентові України та Верховній Раді України» Конституції і законам України: Верховна Рада України; Постанова від 01.06.1995 № 192/95-ВР
5. Звернення Верховної Ради України до Президента України Кучми Л. Д. — Прийнято Верховною Радою України 1 червня 1995 року
6. Про підтвердження чинності Указу Президента від 31 травня 1995 року N 413 «Про проведення опитування громадської думки з питань довіри громадян України Президентові України та Верховній Раді України»: Президент України; Указ від 05.06.1995 № 420/95
7. Конституційний договір між Верховною Радою України та Президентом України про основні засади організації та функціонування державної влади і місцевого самоврядування в Україні на період до прийняття нової Конституції України: Верховна Рада України; Конституційний договір від 08.06.1995 № 1к/95-ВР [Архівовано 19 вересня 2012 у Wayback Machine.]
8. Про визнання такими, що втратили чинність, деяких указів та розпоряджень Президента України: Президент України; Указ від 08.06.1995 № 431/95
9. Про заходи щодо забезпечення додержання законодавства у зв'язку з порушенням Закону України «Про державну владу і місцеве самоврядування в Україні» при увільненні з посади Генерального прокурора України В. Дацюка: Президент України; Указ від 01.07.1995 № 503/95
10. Про тлумачення статті 44 та пункту 19 статті 17 Закону України «Про державну владу і місцеве самоврядування в Україні» (схваленого Верховною Радою України 18 травня 1995 року): Верховна Рада України; Постанова від 14.07.1995 № 299/95-ВР
11. Про прийняття Конституції України і введення її в дію: Верховна Рада України; Закон від 28.06.1996 № 254/96-ВР [Архівовано 3 жовтня 2012 у Wayback Machine.]